# Бурая литория
Бурая литория (лат. Litoria ewingii) — вид бесхвостых земноводных семейства квакш подсемейства Pelodryadinae, обитающий на юго-востоке Австралии и в Новой Зеландии, куда он был интродуцирован.

## Внешний вид
Небольшие квакши с длиной тела до 3,7 см у самцов и 4,9 у самок. Барабанная перепонка хорошо заметна. Перед хоанами имеются небольшие закруглённые сошниковые зубы, немного выступающие вперёд. Пальцы на передних конечностях свободные, а на задних соединены перепонкой на половину своей длины. На кончиках имеются небольшие диски, лишь немного превышающие их по ширине. Второй палец передней конечности длиннее первого. Внутренний пяточный бугор небольшой.

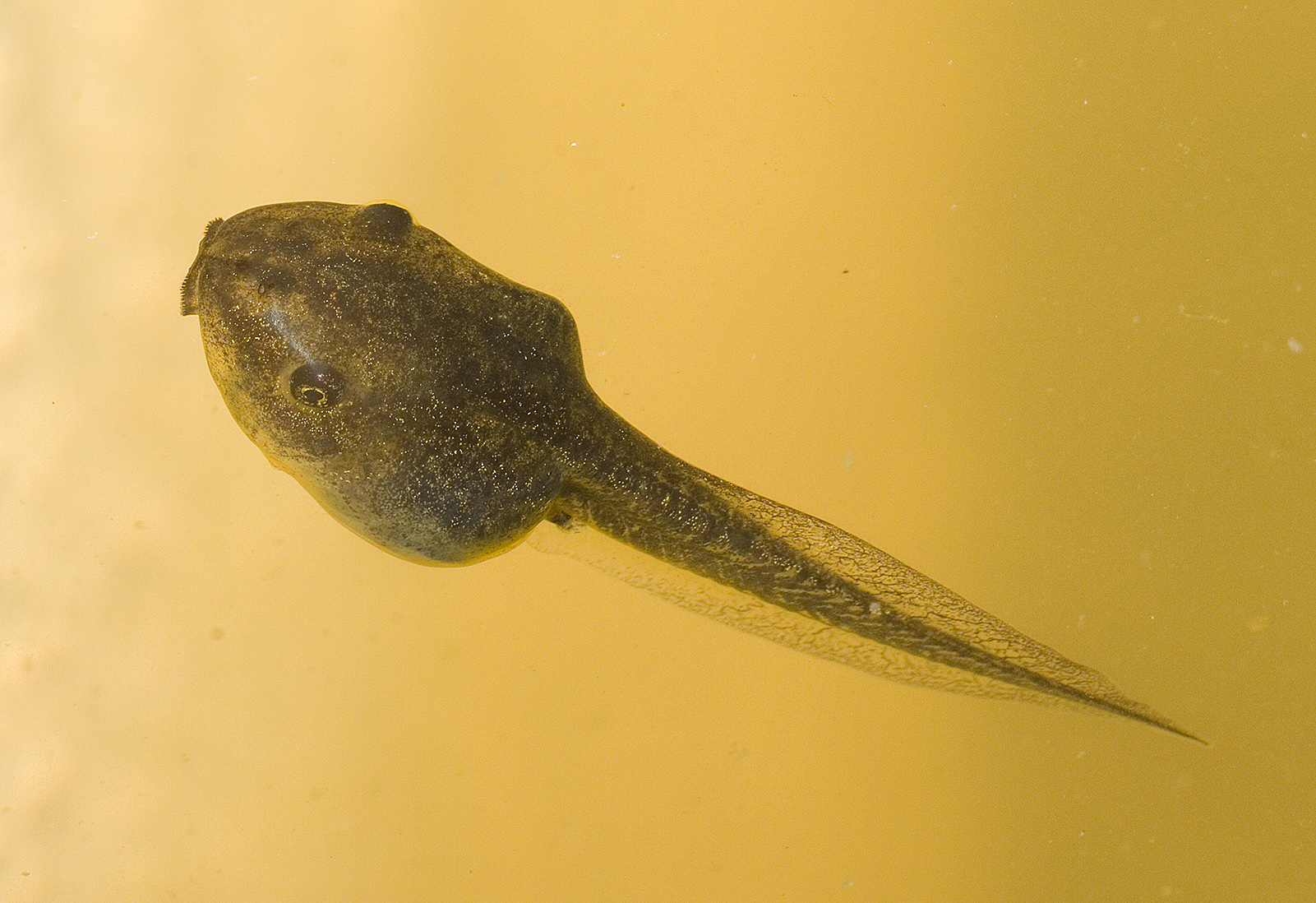
Головастик бурой литории

Кожа гладкая или покрыта мелкими бугорками. Спинная сторона тела бледно-палевая или коричневая, обычно покрыта мелкими тёмно-коричневыми точками и крупным тёмным пятном по середине спины, идущим от уровня глаз до клоаки и иногда имеющим тёмную окантовку. От носа до глаза идёт узкая чёрная полоса, которая, проходя через глаз, расширяется и идёт до боков. Иногда эта полоса может быть окантована светлыми линиями сверху и снизу. Брюшная сторона белая, кремовая или бледно-жёлтая, без пятен. Нижняя поверхность бёдер от жёлтой до яркой красновато-оранжевой. Может менять окраску, в течение нескольких минут становясь более светлой или тёмной.
Окраска головастиков сверху варьирует от зелёного до коричневого. Нижняя сторона бронзовая с металлическим отливом.

## Распространение
Распространена на юго-востоке Южной Австралии, юге и востоке Виктории, на крайнем юго-востоке Нового Южного Уэльса и на острове Тасмания. В 1875 году была интродуцирована с Тасмании в Новую Зеландию в окрестностях Греймута. В настоящий момент широко распространена на Южном острове и имеет более разорванный ареал на Северном. Обитает также на архипелаге Чатем.

## Образ жизни
Встречается в различных местах обитания от горных районов до полупустынь, но предпочитает затапливаемые луга и болота. Может обитать в садах и прудах в пригородах. Занимает как постоянные, так и временные водоёмы. Размножение может происходить в любое время года, но наиболее часто весной и осенью. Самцы издают брачные крики с поверхности земли, низкой растительности или с поверхности воды. Нерест проходит в стоячей воде в прудах, озёрах, речных заливах и затопляемых канавах вдоль дорог. Самка откладывает 500—700 икринок, которые прикрепляются к погружённым в воду растениям. Метаморфоз длится 6—7 месяцев. Способна образовывать гибрид с желтобокой литорией.

## Таксономия
Названа в честь английского священника и натуралиста Томаса Джеймса Эвинга.